# ریچارد لاسون (بازیگر)
ریچارد لاسون (انگلیسی: Richard Lawson؛ زادهٔ ۷ مارس ۱۹۴۷) یک هنرپیشه اهل ایالات متحده آمریکا است. وی از سال ۱۹۷۱ میلادی تاکنون مشغول فعالیت بوده‌است.

## بخشی از فیلمشناسی
از فیلم‌ها یا برنامه‌های تلویزیونی که وی در آن نقش داشته‌است می‌توان به آثار زیر اشاره کرد.
- هری کثیف (۱۹۷۱)
- آدری رز (۱۹۷۷)
- بازگشت به وطن (۱۹۷۸)
- رویداد اصلی (۱۹۷۹)
- ارواح خبیثه (۱۹۸۲)
- سگ را بجنبان (۱۹۹۷)
- شفت (مجموعه تلویزیونی) (۱۹۷۳)
- کوجک (مجموعه تلویزیونی) (۱۹۷۳)
- کریستی لاو را خبر کن! (۱۹۷۴)
- خیابان‌های سانفرانسیسکو (۱۹۷۵)
- حصار چوبی (۱۹۹۵)
- حدس بزنید چه کسی (۲۰۰۵)
- آناتومی گری (مجموعه تلویزیونی) (۲۰۱۷)